# St. Ludgeri (Ehmen)

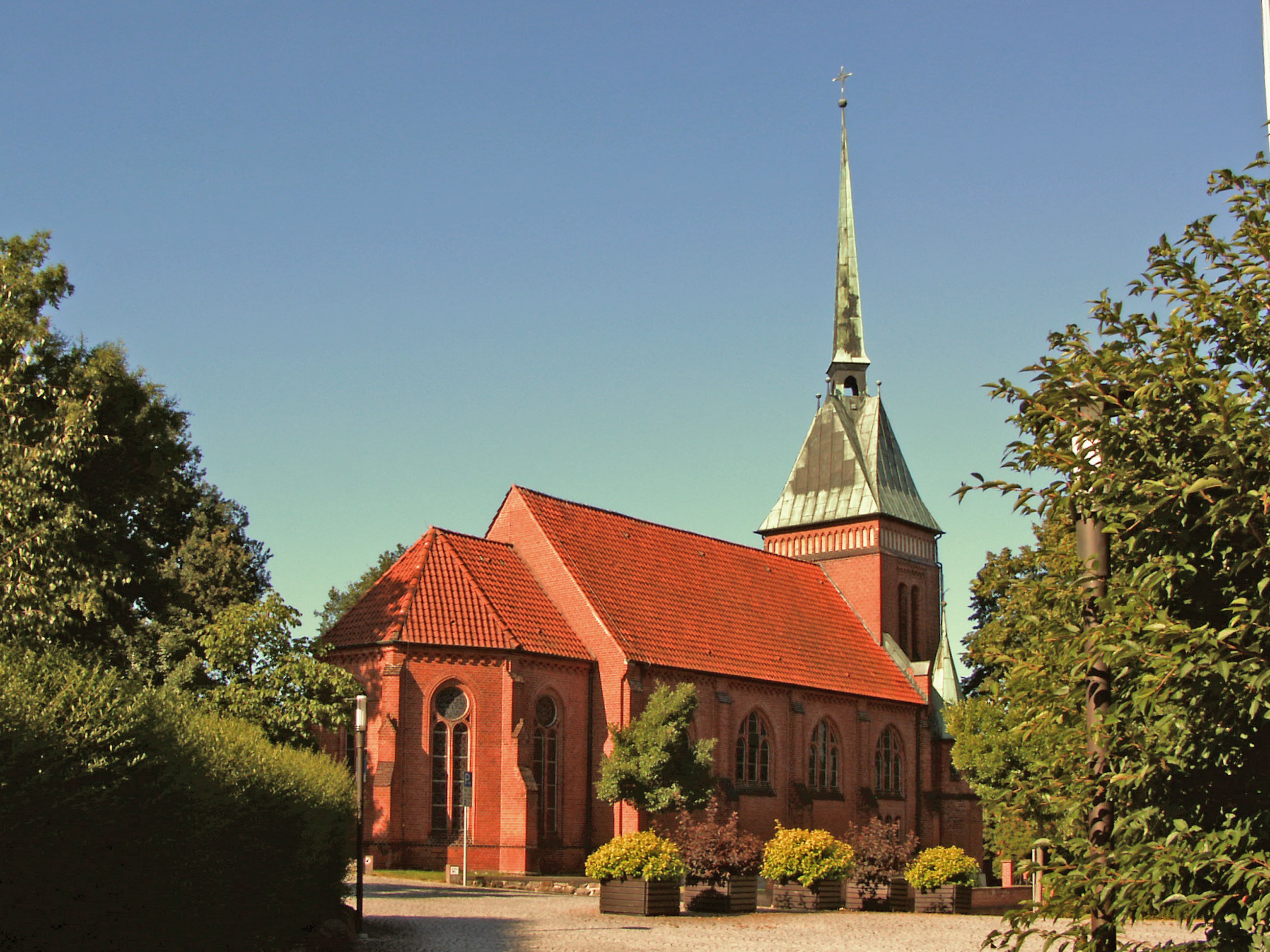
St. Ludgeri

Die evangelisch-lutherische, denkmalgeschützte Kirche St. Ludgeri steht in Ehmen, einem Stadtteil von Wolfsburg in Niedersachsen. Die Kirchengemeinde gehört zum Kirchenkreis Wolfsburg-Wittingen im Sprengel Lüneburg der Evangelisch-lutherischen Landeskirche Hannovers.

## Geschichte
Die Ehmener Kirche wurde im frühen 12. Jahrhundert von der Abtei St. Ludgeri in Helmstedt gegründet und war ihr bis zur Reformation inkorporiert. Daher stammt das Ludgerus-Patrozinium.
1527 wurde die lutherische Reformation eingeführt. Das Kirchenpatronat lag jetzt bei der Familie von Campe. Wenig später wurde die Pfarrei mit Sülfeld vereinigt.
Seit dem ausgehenden 19. Jahrhundert wuchs die Gemeinde durch Gründung von Industriebetrieben. Dem trug der Kirchenneubau von 1897 Rechnung. Neubausiedlungen im Gemeindegebiet entstanden nach dem Zweiten Weltkrieg. Ab 1963 hatte ein Pfarrvikar seinen Sitz in Ehmen, 1977 folgte die Abtrennung von Sülfeld.

## Beschreibung
Die neugotische Saalkirche wurde 1895–97 nach einem Entwurf von Eduard Wendebourg errichtet, nachdem der mittelalterliche Vorgängerbau 1896 abgebrochen worden war. Der Grundstein für die neue Kirche wurde am 28. Juli 1896 gelegt, ihre Weihe fand am 28. November 1897, dem 1. Sonntag im Advent, statt. Das mit einem Satteldach bedeckte Langhaus mit vier Achsen hat im Westen einen querrechteckigen Fassadenturm und im Osten einen eingezogenen Chor mit dreiseitigem Abschluss. Die Wände werden von Strebepfeilern gestützt. Das Zifferblatt der 1897 von J. F. Weule gebauten Turmuhr mit der Schlagglocke befindet sich an der Westseite des Turms. Im Glockenstuhl hinter den Klangarkaden hängen zwei Kirchenglocken, die ältere wurde von der Vorgängerkirche übernommen, die jüngere wurde 1961 von Friedrich Wilhelm Schilling gegossen. Bedeckt ist der Turm mit einem Dach, das im Ansatz einem Faltdach ähnelt, auf dem ein Dachreiter mit spitzem Helm sitzt. 
Die erste Orgel wurde 1901 von Friedrich Becker gebaut. Sie wurde 1968 durch eine Orgel mit 14 Registern, verteilt auf zwei Manuale und ein Pedal, von Friedrich Weißenborn ersetzt.